# 羅托伊蒂湖
38°02′20″S 176°25′40″E / 38.0390°S 176.4277°E

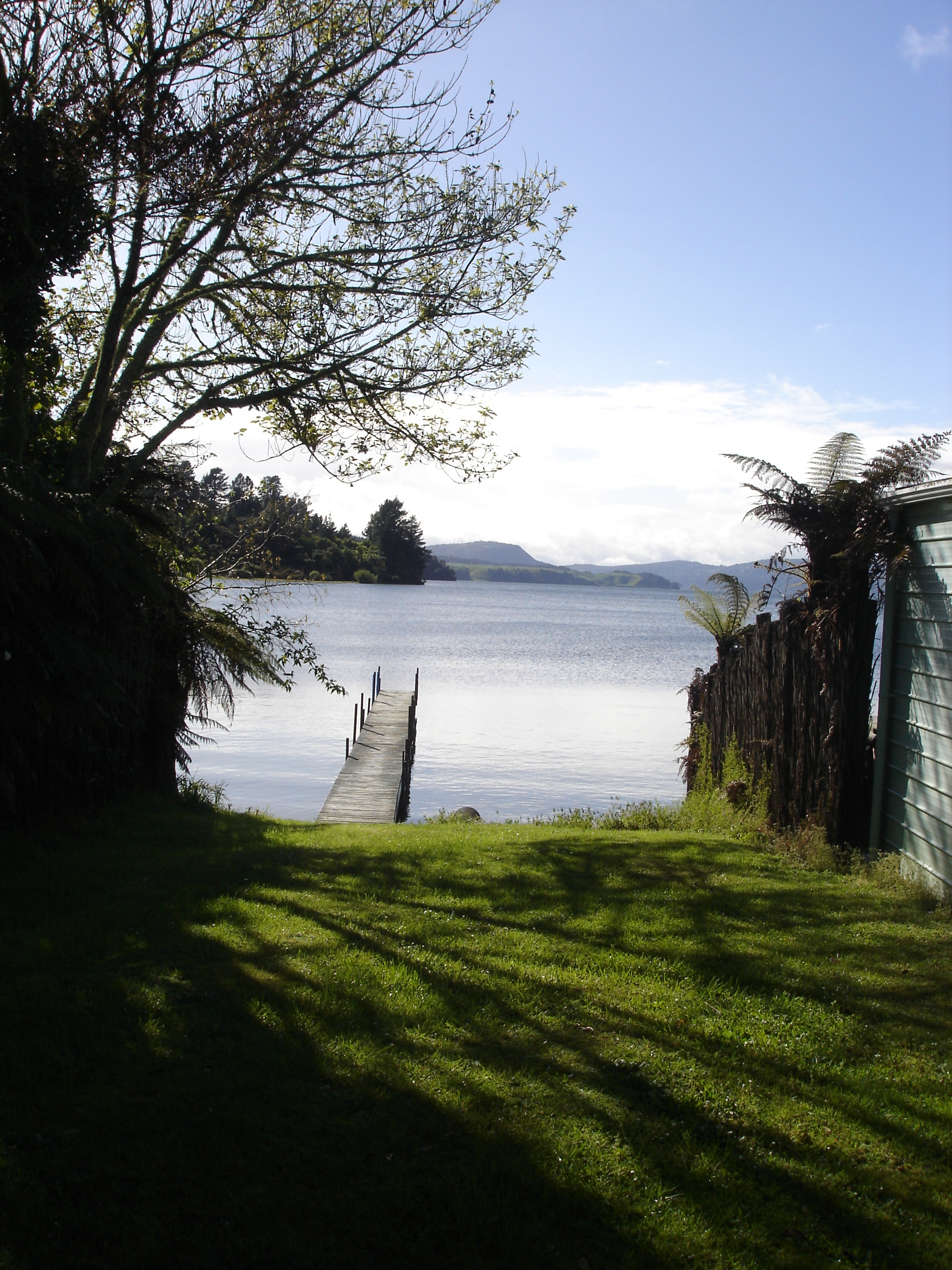

羅托伊蒂湖是新西蘭的湖泊，由豐盛灣負責管轄，毗鄰羅托羅阿湖，長15公里、寬3.6公里，面積34.3平方公里，海拔高度279米，平均水深33米，最大水深93.5米。